# Lashawn (导盲犬)
Lashawn（2012年－2020年5月3日）是马来西亚引进的第一只导盲犬，拉布拉多犬种，主人是马来西亚青光眼协会主席及社会组织“黑暗中对话”创办人陈锦辉（Steven Chan）。

## 由来和生活
陈锦辉于2002年患上青光眼而导致失明，他之后创办青光眼协会帮助患有视障的人，并担任青光眼协会的主席。2014年4月，陈锦辉引进在中国南京受训的导盲犬Lashawn，2018年12月2日被《马来西亚记录大全》登录为全马第一只导盲犬。
马来西亚《2008年残疾法令》尚未承认导盲犬，因此Lashawn在马来西亚生活期间，仍不被大部分公共部门、大众运输、商场和办公楼允许进入。 Lashawn的事迹被媒体报导后，开始引起社会大众的关注，陈锦辉于2018年发起签名运动，希望号召大众重视修改《残疾法令》，让导盲犬能够在公众场所自由行动，最终共有8万多人支持签名。
陈锦辉夫妇一同创办社会组织“黑暗中对话”（Dialogue in the Dark），带着Lashawn在各处展开活动，希望帮助导肓犬融入马来西亚社会，并与民众宣导与导盲犬共同生活的知识，让大众对导盲犬有正确的认知。

## 离世
2020年4月29日，Lashawn突然开始出现呕吐和腹泻症状，送入兽医诊所接受钩端螺旋体病治疗，却仍然虚弱不堪； 5月3日，Lashawn在入院的第三天因细菌感染而离世。